# Danh sách đảo Trung Hoa Dân Quốc
Danh sách này liệt kê các đảo do chính phủ Trung Hoa Dân Quốc đang quản lý trên thực tế.

## Tổng quan
1. Đảo Đài Loan về mặt địa chất là một đảo lục địa
2. Các đảo phụ cận đảo Đài Loan như Lan Tự, Lục Đảo, Tiểu Lưu Cầu, Quy Sơn, các đảo ở phía đông bắc Cơ Long như Bành Giai.
3. Quần đảo Bành Hồ trên eo biển Đài Loan với tổng cộng 90 đảo, về mặt địa chất là đảo núi lửa
4. Các quần đảo ở ven bờ biển Phúc Kiến của Trung Quốc đại lục: Mã Tổ với 36 đảo, Kim Môn với 16 đảo, về mặt địa chất là đảo lục địa.
5. Các đảo xa trên Biển Đông như quần đảo Đông Sa, đảo Ba Bình và bãi Bàn Than thuộc quần đảo Trường Sa, về mặt địa chất là đảo san hô.

## Danh sách đảo

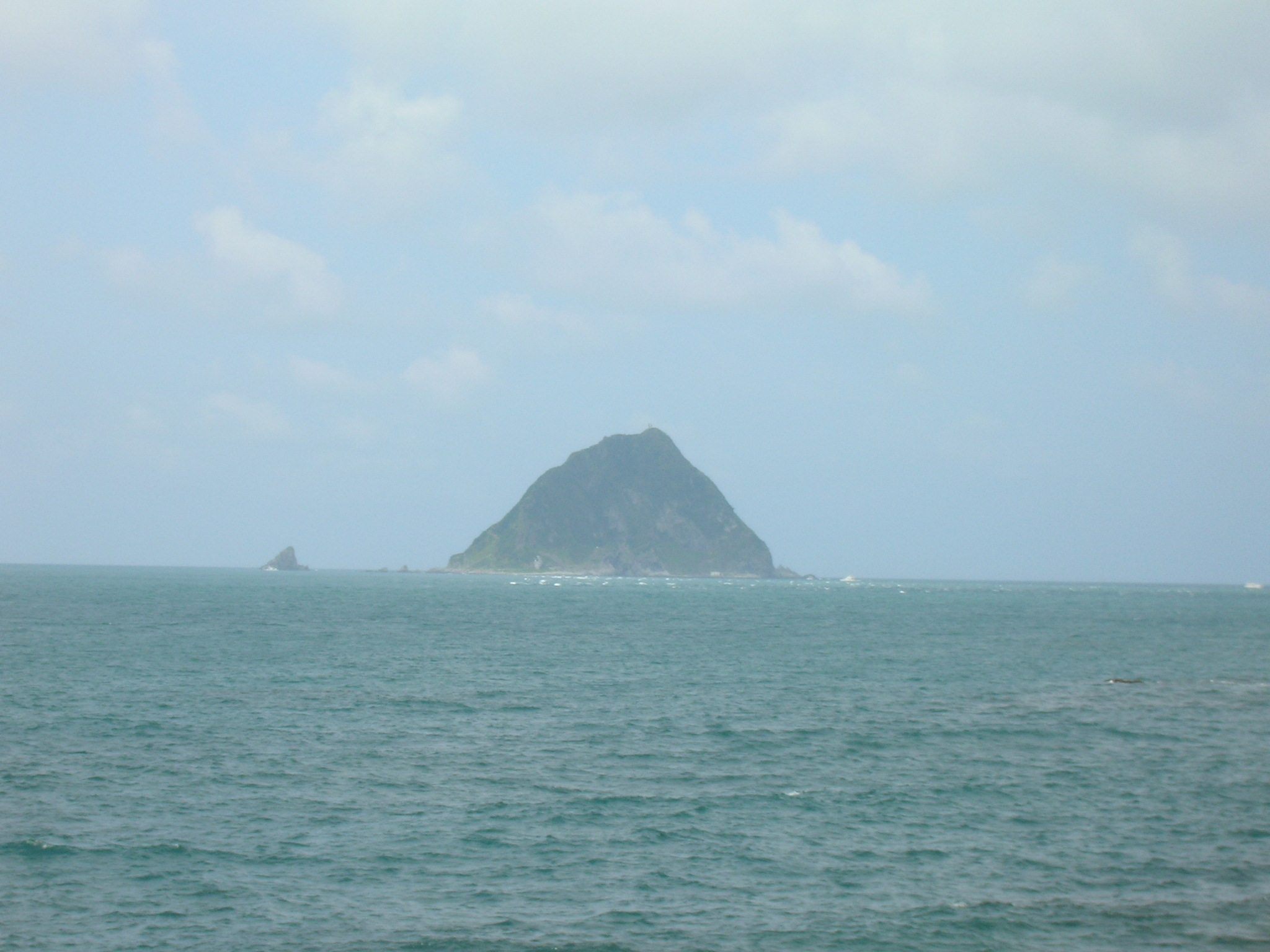
Đảo Cơ Long thuộc Cơ Long

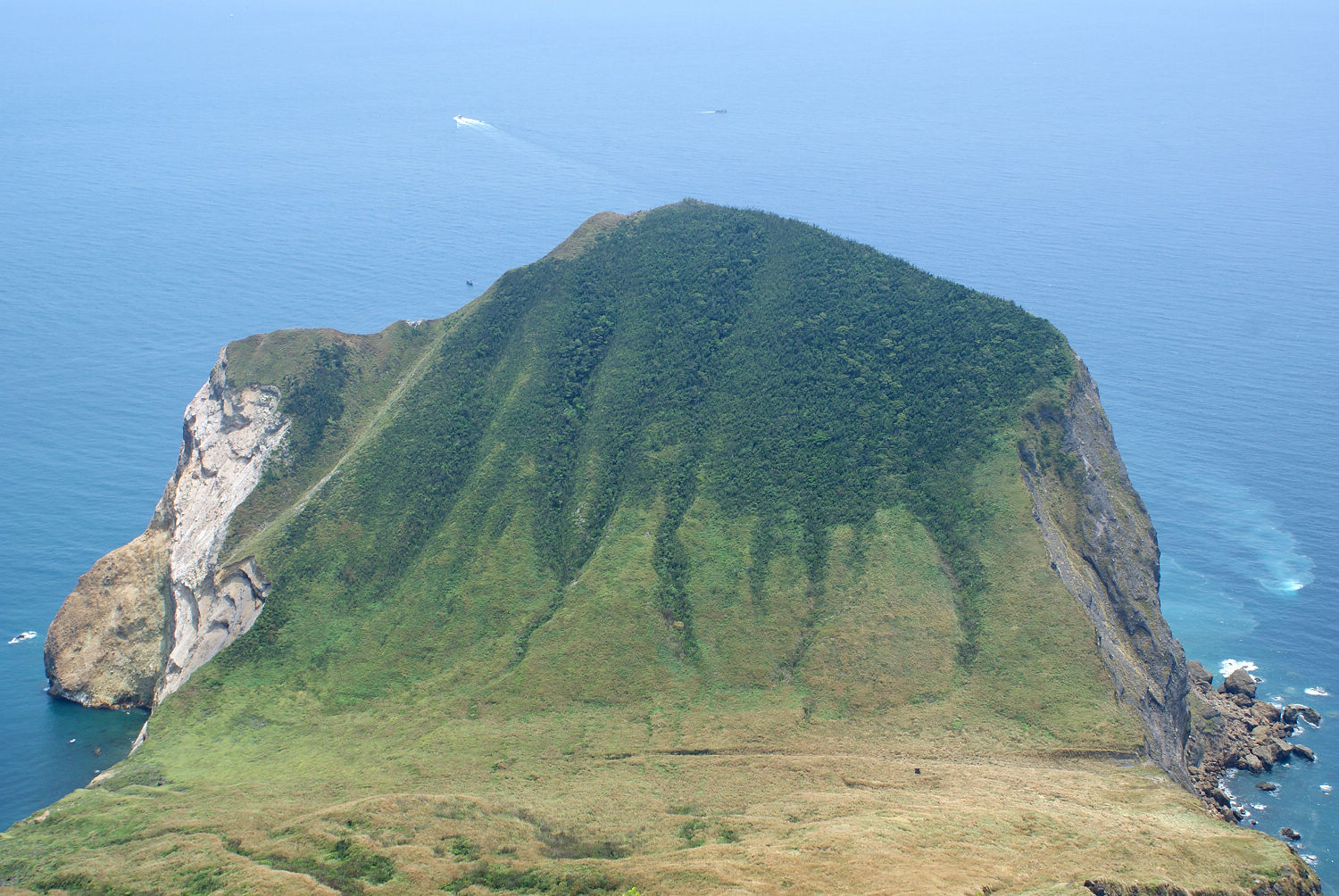
Đảo Quy Sơn ở Nghi Lan, nhìn từ trên đỉnh

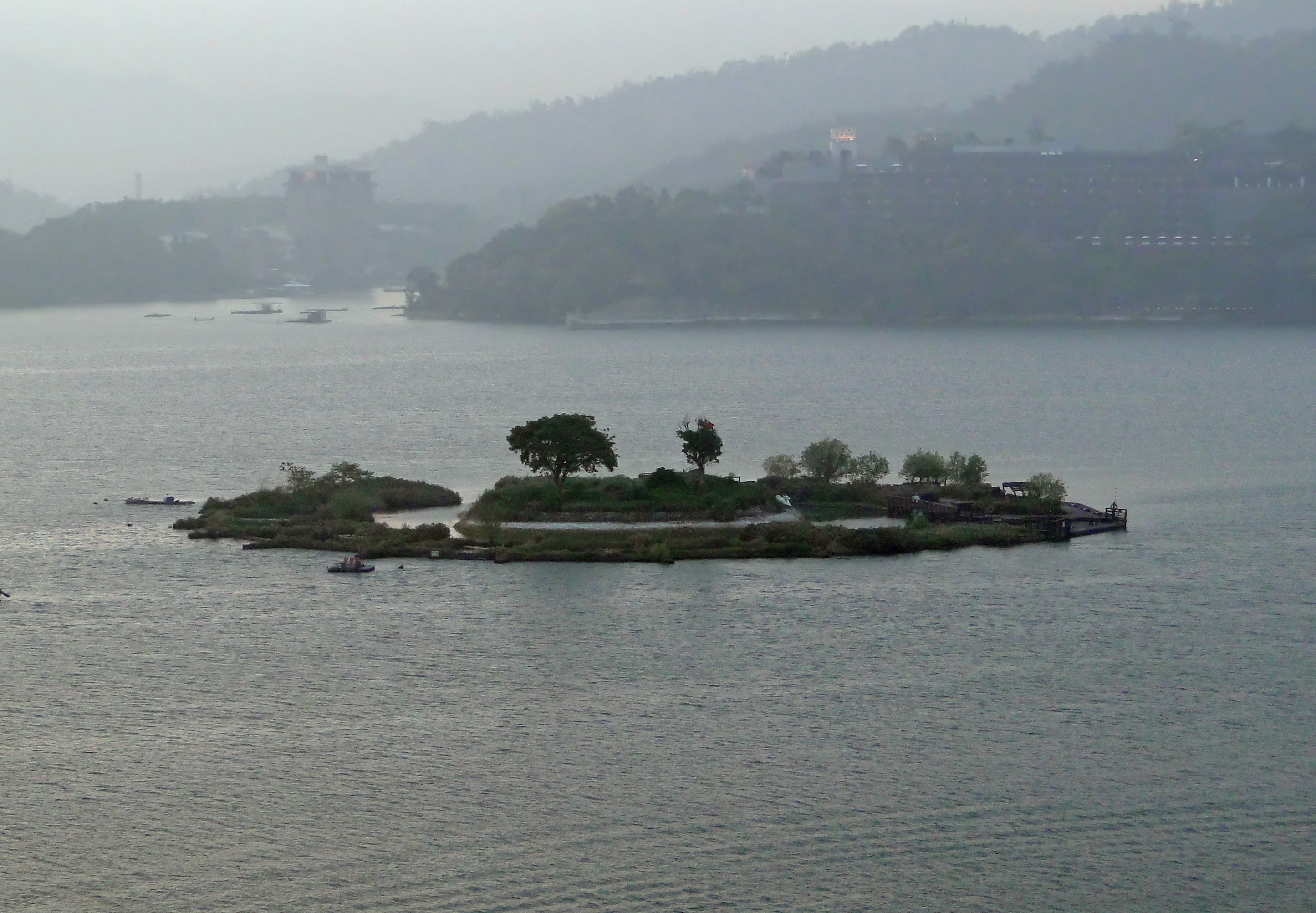
Đảo Lạp Lỗ trong đầm Nhật Nguyệt ở Nam Đầu

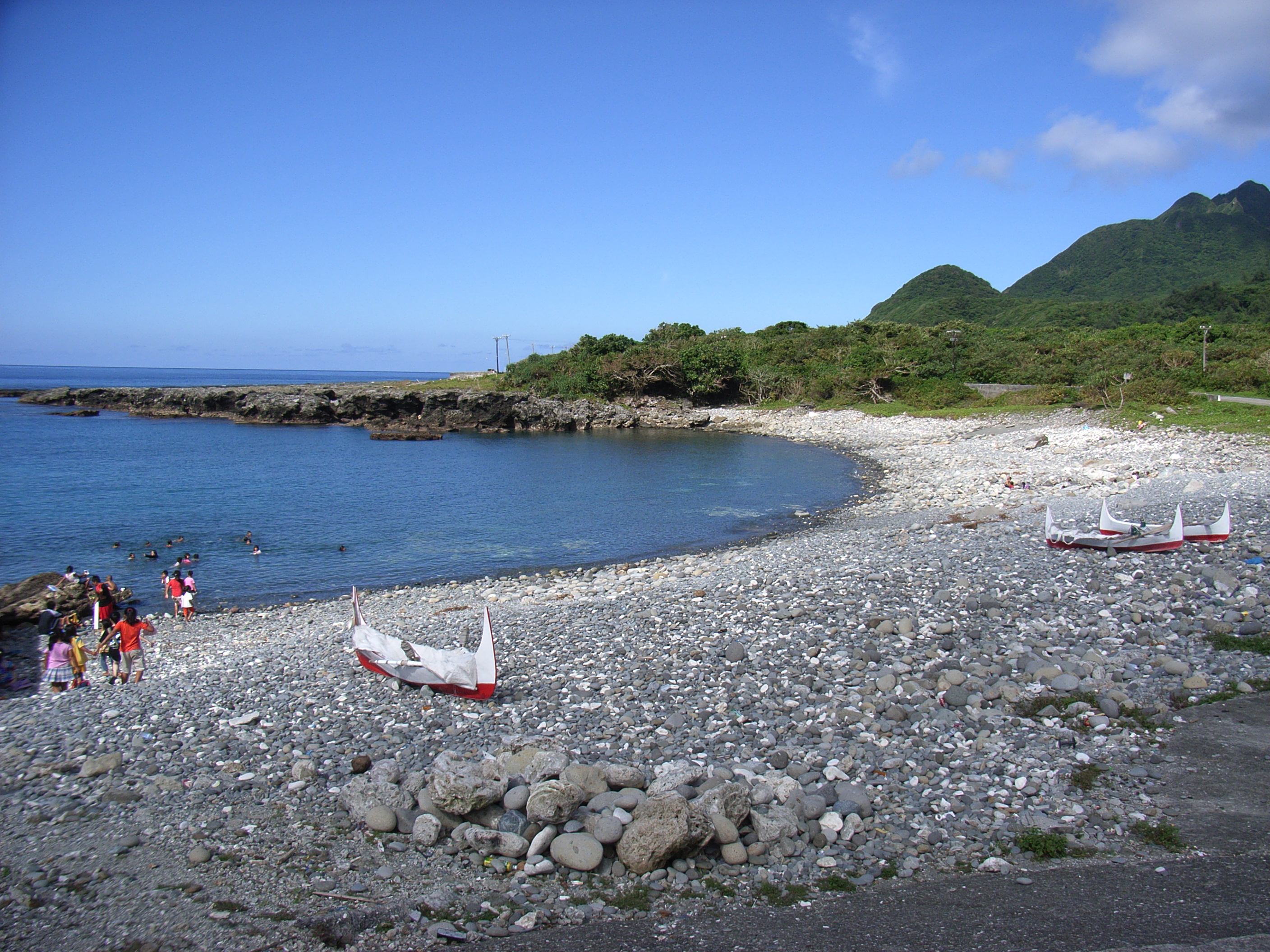
Bờ biển đảo Lan ở Đài Đông

- Đảo Đài Loan

### Các đảo lân cận đảo Đài Loan
Thành phố Cơ Longgồm 8 đảo, đều thuộc khu Trung Chính
- Đảo Bát Đầu Tử (八斗子島), do lấn biến nên nay đã liền với đảo chính Đài Loan
- Đảo Cơ Long (基隆嶼), gồm cả đảo Tiểu Cơ Long (小基隆嶼) ở bên phía tây bắc
- Đảo Hòa Bình (和平島), xưa gọi là đảo Xã Liêu (社寮島), có di chỉ thành San Salvador thời thực dân phương Tây
- Bắc phương tam đảo
  - Đảo Hoa Bình (花瓶嶼), không có người ở
  - Đảo Miên Hoa (棉花嶼), không có người ở
  - Đảo Bành Giai (彭佳嶼), có binh lính hải tuần và nhân viên khí tượng trú

Thành phố Tân Bắc
- Đảo Chúc Đài (燭台嶼), đảo nhỏ ngoài khơi lý Hoàng Cảng thuộc khu Kim Sơn

Huyện Nghi Lan
- Đảo Quy Sơn (龜山島), đảo núi lửa phía đông đồng bằng Nghi Lan
- Đảo Quy Noãn (龜卵島), đảo nhỏ phụ thuộc của đảo Quy Sơn
- Tam Tiên Đài (三仙台), nằm ở ngoài khơi phía bắc cảng Tô Áo, không có cư dân

Thành phố Tân Trúc
- Đảo Vu Phi (于飛島), nằm trong hồ Thanh Thảo

Huyện Nam Đầu
- Đảo Lạp Lỗ (拉魯島), nằm trong đầm Nhật Nguyệt

Huyện Vân Lâm
- Ngoại Tán Đính Châu (外傘頂洲), một bãi cạn chủ yếu do trầm tích phù sa sông Trạc Thủy tạo thành, diện tích hiện còn khoảng 1.000 ha, thuộc hương Khẩu Hồ, song do bãi cạn trôi đi, hiện nay phần lớn nằm hơn 10 km ngoài khơi hương Đông Thạch của huyện Gia Nghĩa

Thành phố Đài Nam
- Đảo Ngư Quang (漁光島), nguyên là bán đảo, sau khi đào thông tân cảng và cựu cảng của cảng An Bình thì trở thành đảo, thuộc khu An Bình

Huyện Hoa Liên
- Đảo Sư Cầu (獅球嶼), còn được gọi là đảo Hề Phổ Lan (奚普蘭島), ở khu vực sông Tú Cô Loan đổ ra biển, thuộc hương Phong Tân

Huyện Đài Đông
- Tam Tiên Đài (三仙台), thuộc trấn Thành Công
- Đảo Lục (綠島), cách bờ biển phía đông đảo Đài Loan 33 km, đảo lớn thứ 5 Trung Hoa Dân Quốc
- Đảo Lan (蘭嶼), nằm cách bờ biển phía đông Đài Loan, cách thành phố Đài Đông khoảng 146 km về phía tây bắc, là đảo lớn thứ 4 Trung Hoa Dân Quốc
- Đảo Tiểu Lan (小蘭嶼), nằm ở đông nam đảo Lan, cũng thuộc hương Lan Tự

Huyện Bình Đông
- Đảo Lưu Cầu (琉球嶼), hay Tiểu Lưu Cầu (小琉球), là đảo san hô duy nhất trong các đảo phụ cận Đài Loan
- Thất Tinh Nham (七星岩), nằm ở phía nam mũi Nga Loan, trên eo biển Ba Sĩ

Thành phố Cao Hùng
- Đảo Phú Quốc (富國島), đảo nằm trong hồ Trừng Thanh, thuộc khu Điểu Tùng
- Đảo Kỳ Tân (旗津島), nguyên là một bán đảo, sau khi cửa cảng số 2 của cảng Cao Hùng khai cảng thì trở thành đảo.

### Quần đảo Bành Hồ
Thành phố Mã Công

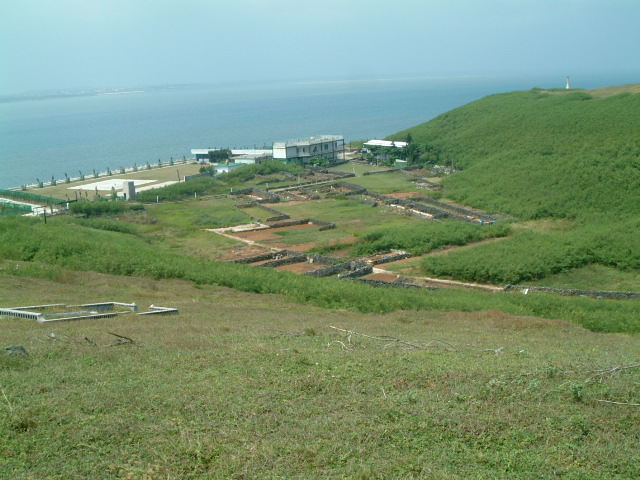
đảo Viên Bối thuộc hương Bạch Sa

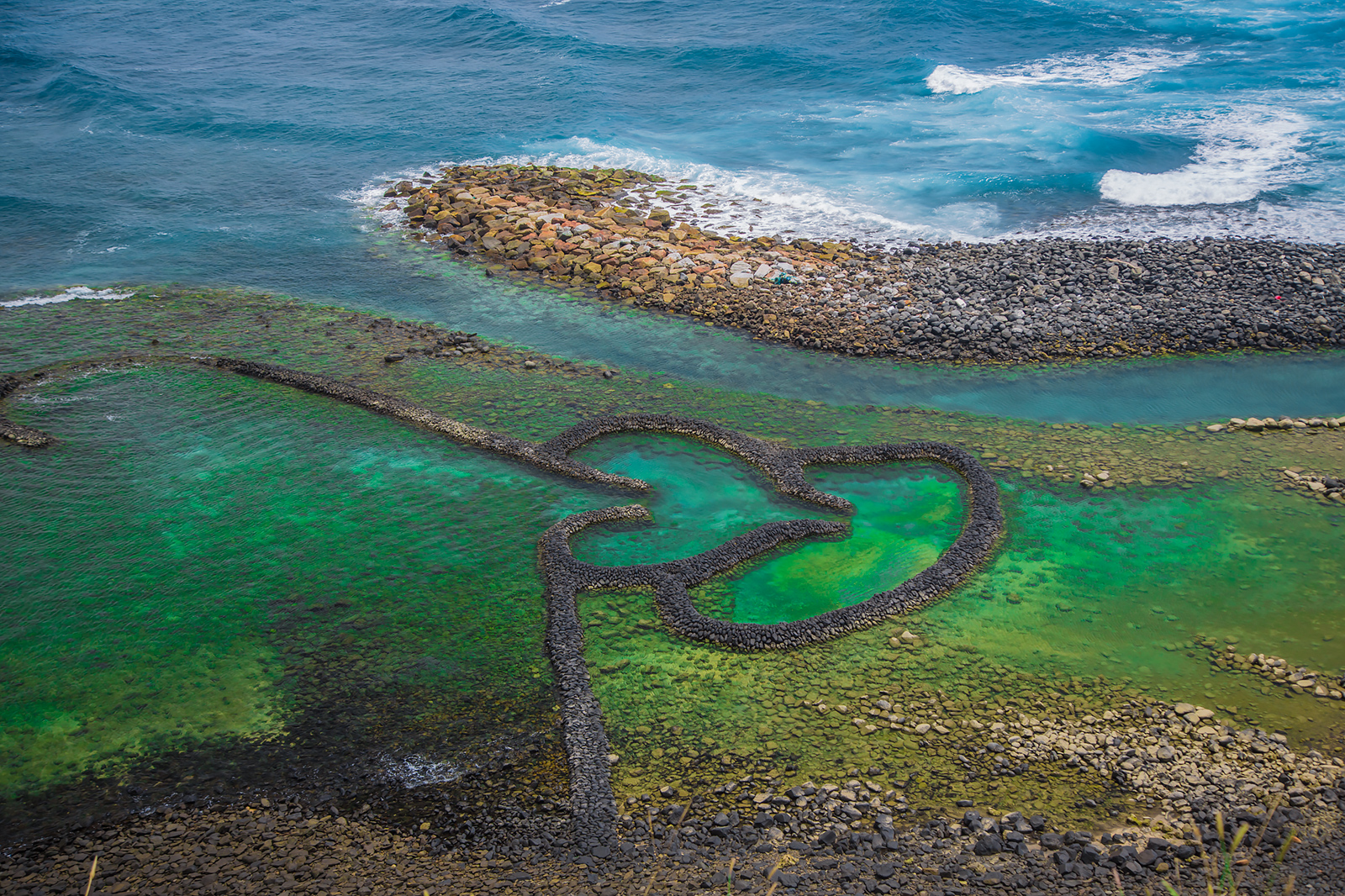
Thạch hỗ (石滬) song tâm tại Thất Mỹ, một phương pháp đánh bắt cá

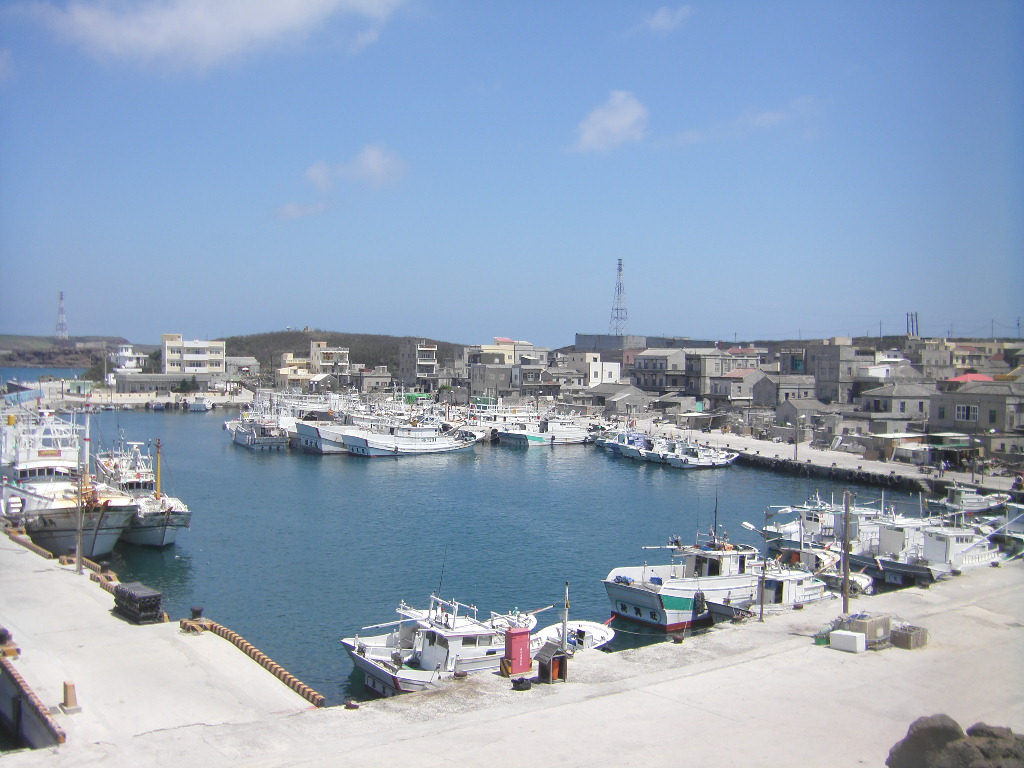
Ngư cảng trên đảo Tướng Quân Áo thuộc hương Vọng An

- Đảo chính Bành Hồ (澎湖島) hay đảo Mã Công, đảo lớn nhất quần đảo, và cũng là đảo lớn thứ ba Trung Hoa Dân Quốc.
- Đảo Trung ương (中央嶼) hay đảo Đại Ương (大央嶼), đảo Tứ Giác (四角嶼), đảo Kê Lung (雞籠嶼), đảo Thũng Bàn (桶盤嶼), đảo Hổ Tỉnh (虎井嶼), riêng đảo Trắc Thiên (測天島) do lấn biến nên đã liền với đảo chính Bành Hồ

Hương Hồ Tây
- Đảo chính Bành Hồ
- Đảo Đĩnh Câu (錠鉤嶼), đảo Kê Thiện (雞善嶼), đảo Tra Phố (查埔嶼), đảo Tra Mẫu (查母嶼), đảo Hương Lô (香爐嶼), đảo Phiên Thự Tử Vĩ (番薯仔尾嶼), đảo Xích (赤嶼), Khê Ôn (溪塭), đảo Cổ Giá (鼓架嶼), đảo Nhạn Tình (雁情嶼). Đảo Đĩnh Câu thực tế do 4 ám tiêu tạo thành, về mặt địa chính xem là một đảo

Hương Bạch Sa
- Đảo Bạch Sa (白沙島), đảo Mục Đẩu (目斗嶼), đảo Cát Bối (吉貝嶼)
- Đảo Quá (過嶼), đảo Cô Bà (姑婆嶼), đảo Thiết Châm (鐵砧嶼), đảo Hiểm Tiều (險礁嶼), đảo Thổ Địa Công (土地公嶼), đảo Đại Bạch Sa (大白沙嶼), đảo Kim (金嶼), đảo Khuất Trảo (屈爪嶼), đảo Mao Tư (毛司嶼), đảo Điểu (鳥嶼), đảo Viên Bối (員貝嶼), Tiểu Long (小龍) hay theo tên cũ là đảo Thảo (草嶼) và đảo Thảo 1, đảo Kê Đầu (雞頭嶼), đảo Bình (坪嶼), đảo Thảo 1 (草嶼1) hay tên cũ là đảo Thảo 2, đá Đại (大礁), đảo Đại Thương (大倉嶼), đảo Trung Đồn (中屯島), đảo Tiểu (小嶼), Tiểu Khuất Trảo (小屈爪), bãi Bành Bành (澎澎灘), đá Lưu Hồi (流迴礁), đảo Đại Khao (大磽嶼), đá Long Đầu (龍頭礁), đá Thuận Phong (順風礁), đảo Bạch Tặc (白賊嶼), đảo Tiểu Liệt (小列嶼), Ấn Tử (印仔), đá Nhị Khao (二磽礁), đá Bán Niên (半年礁)

Hương Tây Tự
- Đảo Ngư Ông (漁翁島) hay đảo Tây (西嶼)
- Đảo Tiểu Môn (小門嶼), bãi Tây Công (西公灘)

Hương Vọng An
- Đảo Vọng An (望安島), đảo Hoa (花嶼), đảo Đại Miêu (大貓嶼), đảo Tiểu Miêu (小貓嶼)
- Cẩu Sa Tử (狗沙仔), đá Kim Qua Tử (金瓜仔礁), đảo Tướng Quân Áo (將軍澳嶼), đảo Thuyền Phàm (船帆嶼), Hậu Đại Tử (後袋仔), đảo Mã An Sơn (馬鞍山嶼), đảo Thảo 2 (草嶼2), Đầu Cân (頭巾), đảo Tây Dữ Bình (西嶼坪嶼), Nhị Ôn (二塭), đảo Đông Dữ Bình (東嶼坪嶼), đảo Tây Cát (西吉嶼), đảo Sừ Đầu (鋤頭嶼), đảo Đông Cát (東吉嶼), Chung Tử (鐘仔), đá Thuyền Hậu (船後礁), Thiên Thai Sơn Ôn (天台山塭), Lung Ôn (籠塭), đá Ao Môn (凹門礁), Bắc Ôn (北塭), Bạch Sa Ôn (白沙塭), Nam Ôn (南塭), Thiết Châm (鐵砧), Hương Lô (香爐), Sài Am Ôn (柴垵塭), đá Trư Mẫu (豬母礁), Đại Ôn (大塭), đảo Tửu Úng (酒甕嶼)

Hương Thất Mỹ
- Đảo Thất Mỹ (七美嶼)

### Huyện Kim Môn

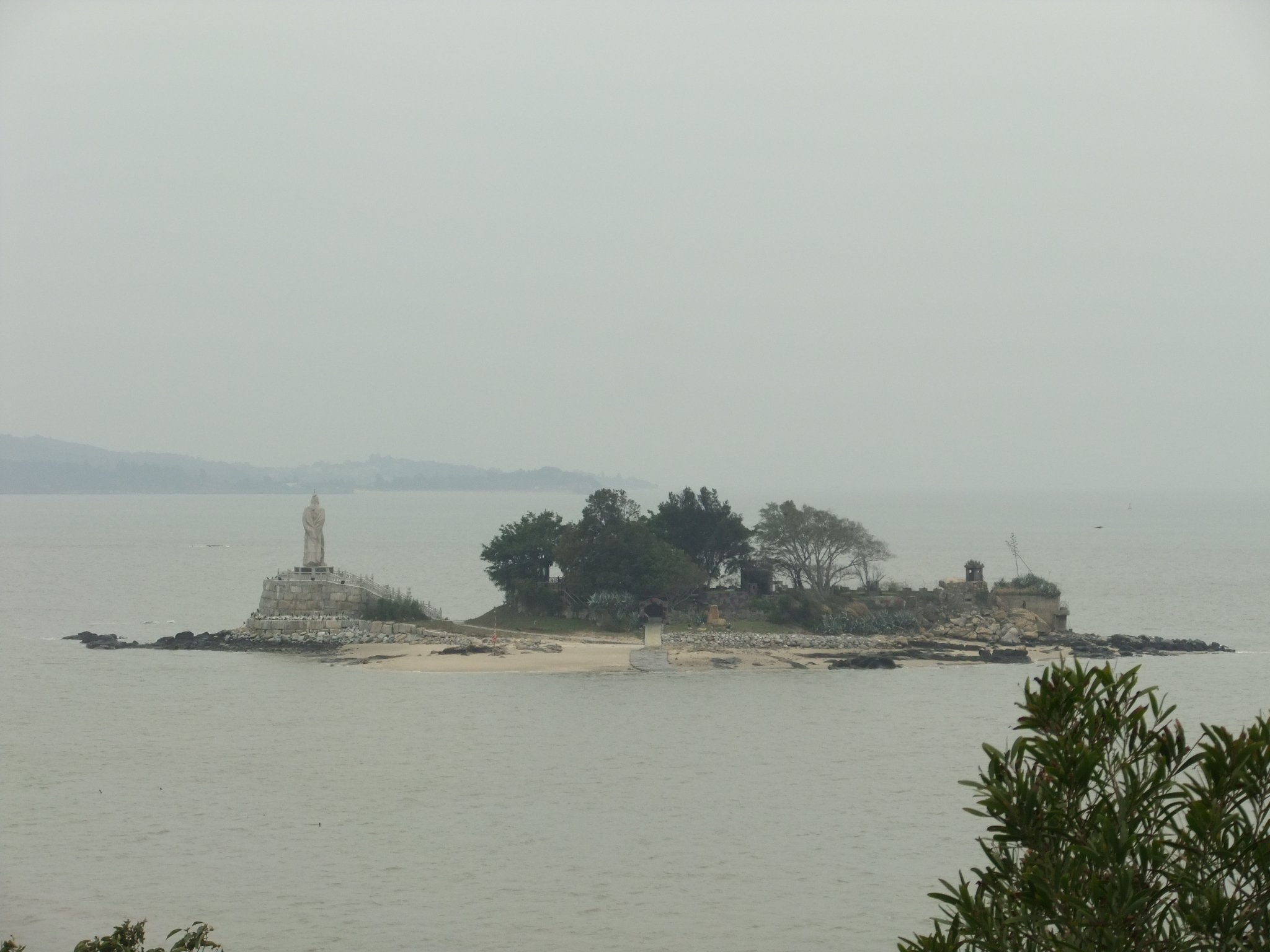
đảo Kiến Công (建功嶼), với tượng Trịnh Thành Công, tại khu vực cảng Kim Môn

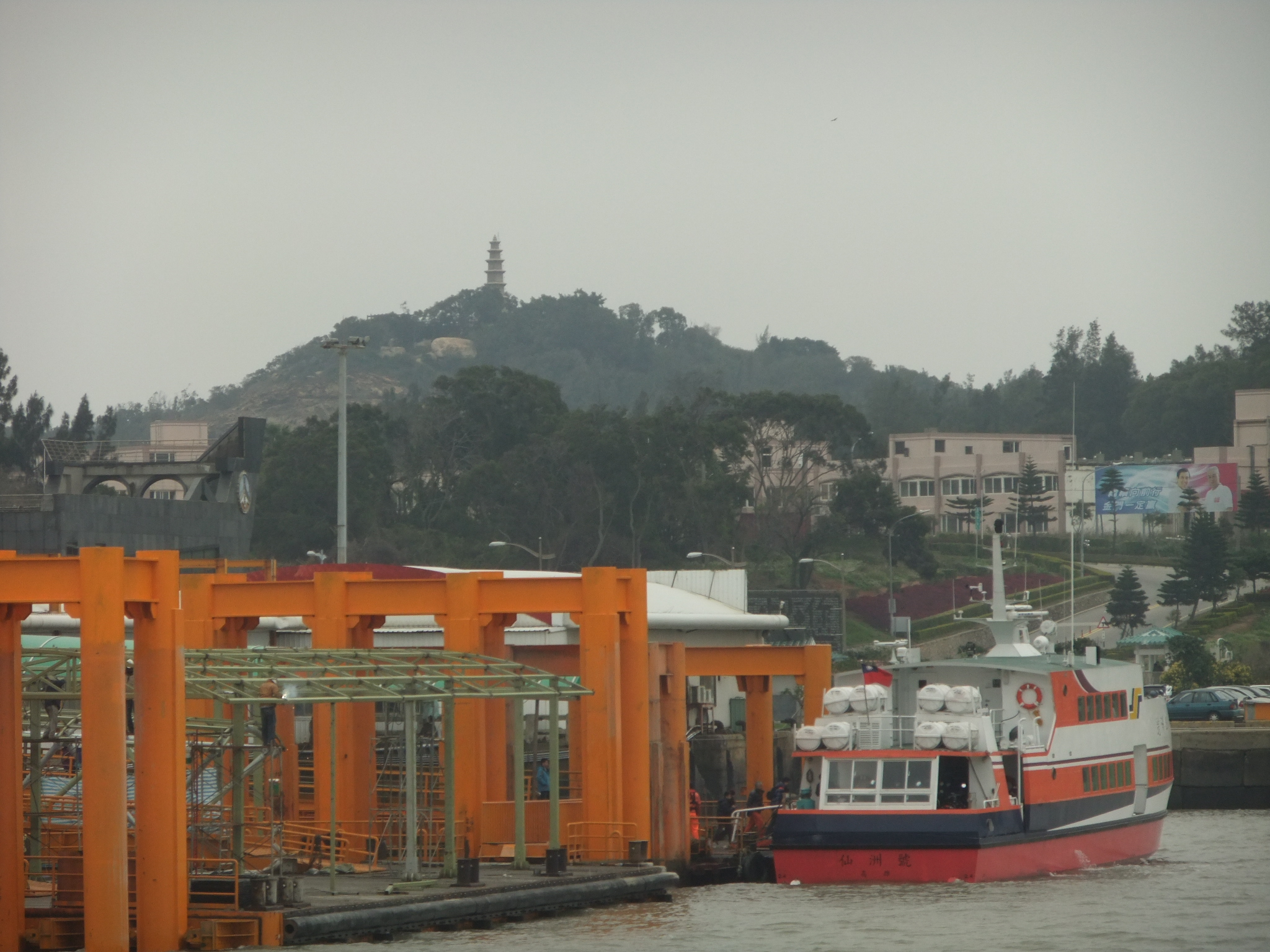
Cảng Thủy Đầu ở tây nam đảo Kim Môn

- Đảo Kim Môn phân thuộc 3 trấn Kim Thành, Kim Sa, Kim Hồ và hương Kim Ninh

Trấn Kim Thành
- Đảo Đông Đính (東碇島), đảo Kiến Công (建功嶼)

Trấn Kim Hồ
- Đảo Bắc Đính (北碇島)

Trấn Kim Sa
- Đảo Hậu (后嶼), đảo Thảo (草嶼), đảo Cẩu (狗嶼)

Hương Liệt Tự
- Tiểu Kim Môn (小金門) hay Liệt Tự (烈嶼), đảo Đại Đảm (大膽島), đảo Nhị Đảm (二膽島), đảo Mãnh Hổ (猛虎嶼), đảo Phục Hưng (復興嶼), đảo Sư (獅嶼), đảo Tân Lang (檳榔嶼)

Hương Ô Khâu
- Đảo Đại Khâu (大坵嶼), đảo Tiểu Khâu (小坵嶼)

### Quần đảo Mã Tổ
Hương Nam Can
- Đảo Nam Can (南竿島)

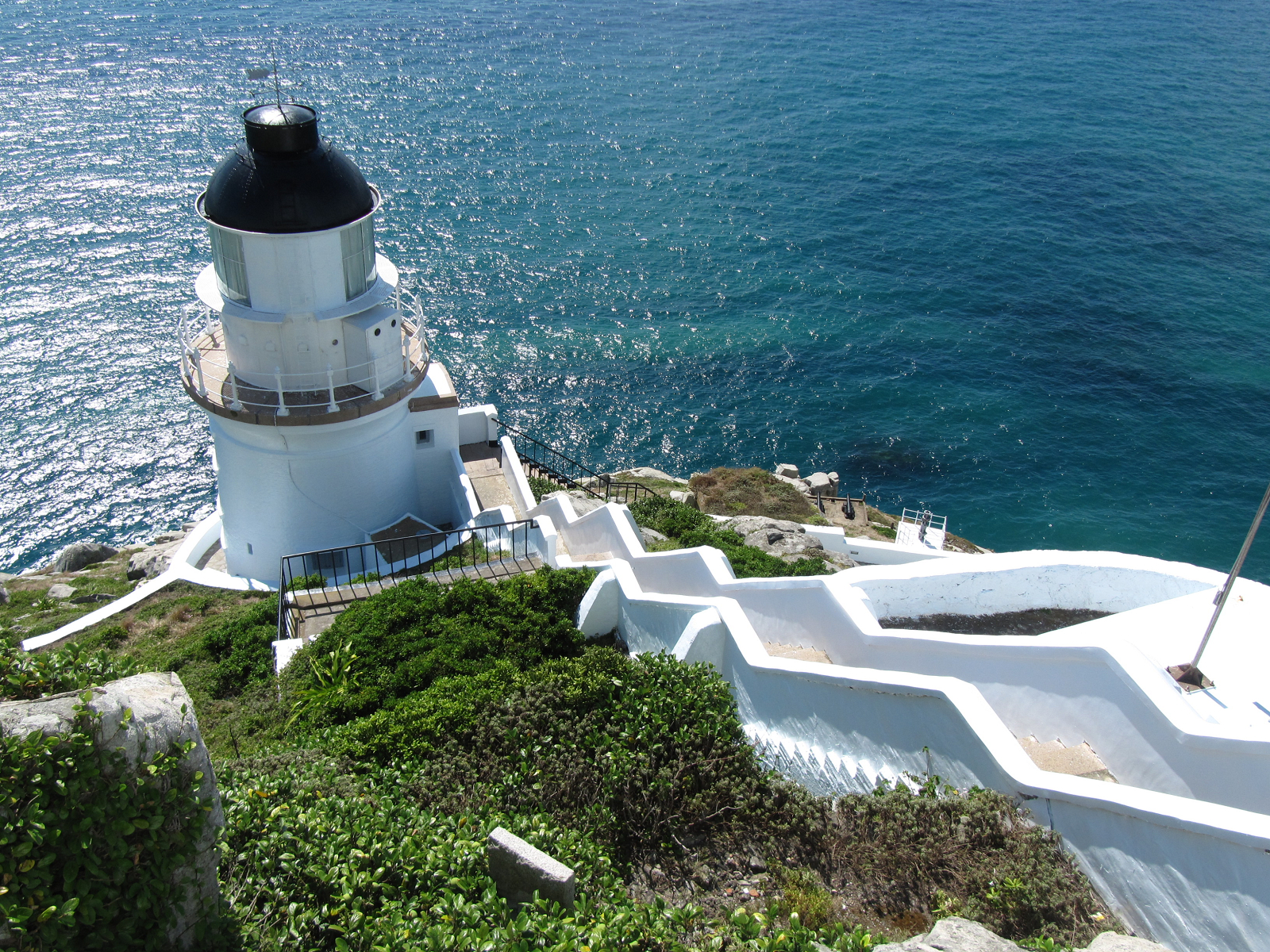
Hải đăng đảo Đông Dẫn

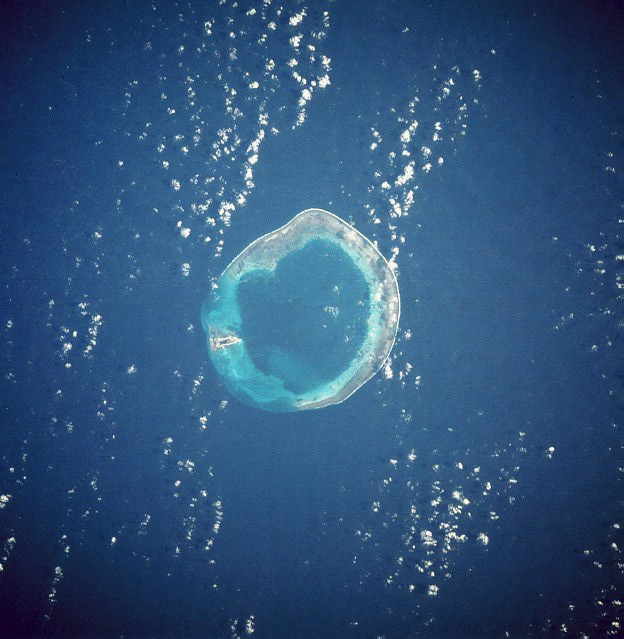
Quần đảo Đông Sa nhìn từ vệ tinh

- Đảo Hoàng Quan (黃官嶼), đá Lưu Tuyền (劉泉礁), đá Bắc Tuyền (北泉礁), đá Hài (鞋礁)

Hương Bắc Can
- Đảo Bắc Can (北竿島)
- Đại Khâu (大坵), Tiểu Khâu (小坵)
- Đảo Cao Đăng (高登島), đảo Trung (中島), Bạch Miếu (白廟), Lão Thử (老鼠)
- Đảo Thiết Tiêm (鐵尖島), đảo Vô Dan (無名島)
- Đảo Tiến (進嶼), đảo Tam Liên (三連嶼), Tiễu Đầu (峭頭)
- Đảo Quy (龜島), Thước Thạch (鵲石), Cáp Lị (蛤蜊)
- Loa Sơn (螺山), Bạng Sơn (蚌山)

Hương Đông Dẫn
- Đảo Đông Dẫn (東引島)
- Đảo Trung Trụ (中柱島), từng là một đảo độc lập song sau khi đắp đê làm cầu, đã liền với đảo Đông Dẫn
- Đảo Tây Dẫn (西引島), sau khi đắp đê làm cầu, đã liền với đảo Trung Trụ, và đảo Đông Dẫn
- Đảo Lượng (亮島)
- Đá Bắc Cố (北固礁)
- Lãng Nham (浪岩) hay còn gọi là Tiểu Sa (小紗), Nam Dẫn (南引) hay còn gọi là Đông Sa và Đại Sa, bãi cát Lão Thử (老鼠沙), đá Song Tử (雙子礁)

Hương Cử Quang
- Đông Cử (東莒) với tên cũ là Đông Khuyển (東犬)
- Tây Cử (西莒) với tên cũ là Tây Khuyển (西犬)
- Đảo Vĩnh Lưu (永留嶼)
- Đảo Lâm Ảo (林拗嶼), đảo Tê Ngưu (犀牛嶼), đảo Đại (大嶼), Xà Sơn (蛇山)

### Các đảo trên Biển Đông
- Đảo Thái Bình (太平島), Việt Nam gọi là đảo Ba Bình
  - Đá Trung Châu (中洲礁), Việt Nam gọi là bãi Bàn Than

## Danh sách đảo theo diện tích
| Vị trí | Tên                  | Thuộc huyện | Vị trí              | Diện tích (km²) |
| 1      | Đài Loan             | -           | Tây Thái Bình Dương | 35.806,47       |
| 2      | Kim Môn              | Kim Môn     | Vịnh Hạ Môn         | 134,25          |
| 3      | Bành Hồ/Mã Công      | Bành Hồ     | Quần đảo Bành Hồ    | 65,41           |
| 4      | Lan Tự               | Đài Đông    | Tây Thái Bình Dương | 46,82           |
| 5      | Đảo Ngư Ông          | Bành Hồ     | Quần đảo Bành Hồ    | 17,84           |
| -      | Ngoại Tán Đính Châu  | Vân Lâm     | Eo biển Đài Loan    | 17,22           |
| 6      | Lục Đảo              | Đài Đông    | Tây Thái Bình Dương | 15,09           |
| 7      | Tiểu Kim Môn/Liệt Tự | Kim Môn     | Vịnh Hạ Môn         | 14,85           |
| 8      | Bạch Sa              | Bành Hồ     | Quần đảo Bành Hồ    | 13,88           |
| 9      | Nam Can              | Liên Giang  | Quần đảo Mã Tổ      | 10,43           |
| 10     | Thất Mỹ              | Bành Hồ     | Quần đảo Bành Hồ    | 7,59            |
| 11     | Lưu Cầu              | Bình Đông   | Eo biển Đài Loan    | 6,80            |
| 12     | Vọng An              | Bành Hồ     | Quần đảo Bành Hồ    | 6,74            |
| 13     | Bắc Can              | Liên Giang  | Quần đảo Mã Tổ      | 6,44            |
| 14     | Đông Dẫn             | Liên Giang  | Quần đảo Mã Tổ      | 3,22            |
| 15     | Cát Bối              | Bành Hồ     | Quần đảo Bành Hồ    | 3,06            |
| 16     | Quy Sơn              | Nghi Lan    | Tây Thái Bình Dương | 2,84            |
| 17     | Đông Cử/Đông Khuyển  | Liên Giang  | Quần đảo Mã Tổ      | 2,64            |
| 18     | Tây Cử/Tây Khuyển    | Liên Giang  | Quần đảo Mã Tổ      | 2,37            |
| 19     | Hổ Tỉnh              | Bành Hồ     | Quần đảo Bành Hồ    | 2,00            |
| 20     | Đông Cát             | Bành Hồ     | Quần đảo Bành Hồ    | 1,77            |
| 21     | Đông Sa              | Cao Hùng    | Biển Đông           | 1,74            |
| 22     | Tiểu Lan             | Đài Đông    | Tây Thái Bình Dương | 1,57            |
| 23     | Tướng Quân Áo        | Bành Hồ     | Quần đảo Bành Hồ    | 1,56            |
| 24     | Trung Đồn            | Bành Hồ     | Quần đảo Bành Hồ    | 1,41            |
| 25     | Cao Đăng             | Liên Giang  | Quần đảo Mã Tổ      | 1,39            |
| 26     | Hoa                  | Bành Hồ     | Quần đảo Bành Hồ    | 1,27            |
| 27     | Bành Giai            | Cơ Long     | Biển Hoa Đông       | 1,14            |
| 28     | Đông Dẫn             | Liên Giang  | Quần đảo Mã Tổ      | 1,13            |